# 스와니강 (민요)

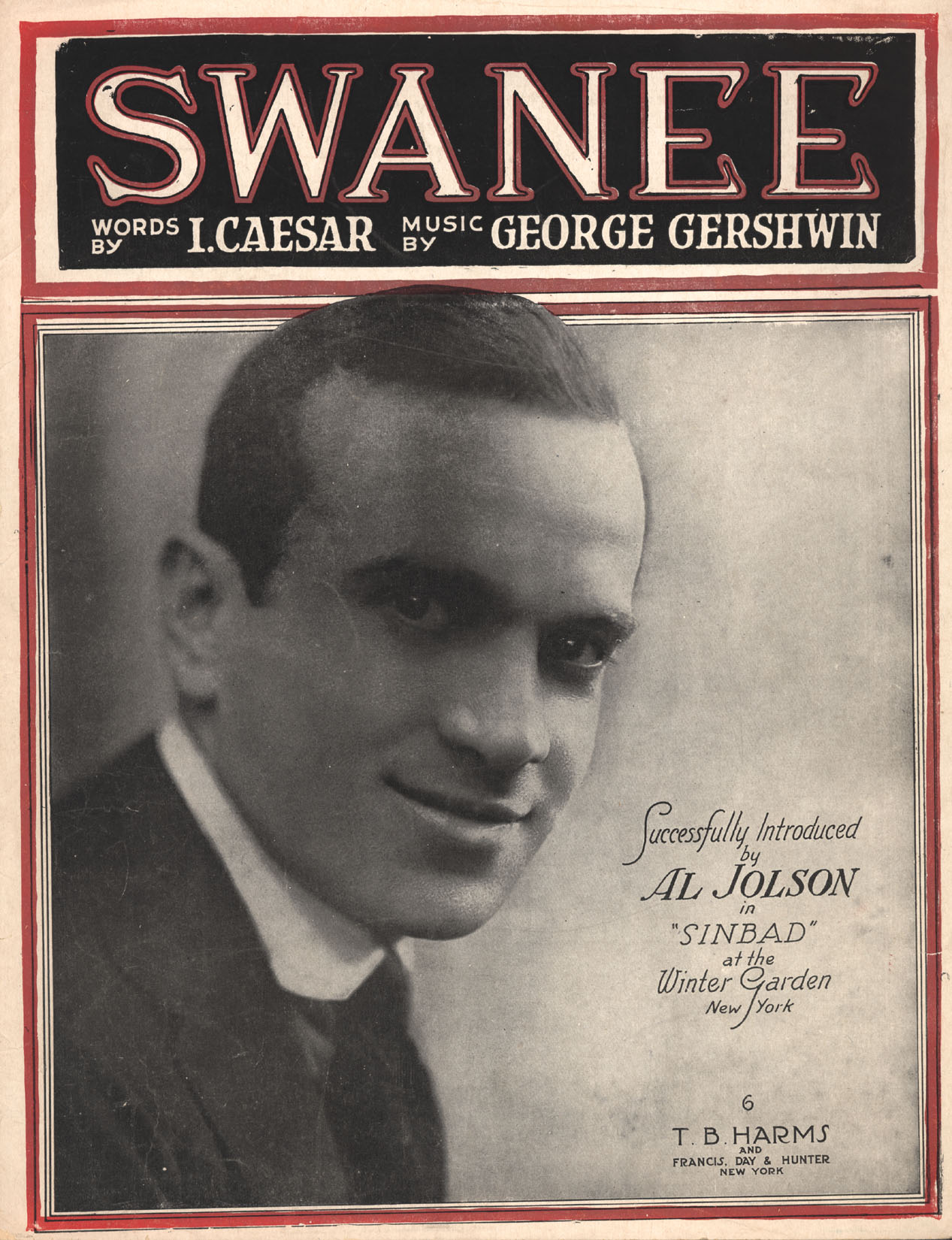
스와니강 악보 커버

스와니강(Swanee)은 1851년 스티븐 포스터가 작곡한 민요이다.

## 개요
일설에 따르면, 포스터는 이 노래의 가사를 즉석에서 거의 완성하였으나 강 이름을 정하지 못하였다고 한다. 포스터는 그의 형 모리슨에게 2음절의 강 이름을 대보라고 하였고, 모리슨이 야주강(Yazoo River)과 피디강(Pee Dee River)을 제시하였으나 마음에 차지 않았다. 그러자 형제는 지도를 펼쳐놓고 적절한 강을 살펴보다가 플로리다 주의 스와니강(Suwannee River)을 찾아냈고, 포스터는 2음절에 맞추기 위하여 'Suwannee'를 'Swannee'로 줄여 가사에 사용하였다는 것이다. 이 노래는 발표 후 큰 인기를 끌었으며, 1935년에는 플로리다 주의 주가(州歌)가 되었다.
곡의 제목과 가사에 나오는 스와니강은 조지아주 남부, 플로리다주 북부에 흐르는 큰 강의 이름이다.

## 같이 보기
- 스와니강
- 환신최